# Салерано-Канавезе
Салерано-Канавезе (итал. Salerano Canavese) — коммуна в Италии, располагается в регионе Пьемонт, в провинции Турин.
Население составляет 532 человека (2008 г.), плотность населения составляет 266 чел./км². Занимает площадь 2 км². Почтовый индекс — 10010. Телефонный код — 0125.
Покровителем коммуны почитается святой Дефендент, празднование 2 января.

## Демография
Динамика населения:

## Администрация коммуны
- Официальный сайт: http://www.comune.saleranocanavese.to.it